# Марк Сервілій Пулекс Гемін
Марк Сервілій Пулекс Гемін (лат. Marcus Servilius Pulex Geminus; близько 230 до н. е. — після 167 до н. е.) — політичний та військовий діяч Римської республіки, консул 202 року до н. е. За маленький зріст отримав прізвисько «блоха», що відбилося в агномені «Пулекс».

## Життєпис
Походив з патриціанського роду Сервіліїв. Син претора Гая Сервілія Геміна.
У 211 році до н. е. обирається до колегії авгурів. У 204 році до н. е. обирається курульним еділом. У 203 році до н. е. призначається начальником кінноти при диктаторові Публії Сульпіції Гальбі Максимі для проведення виборів магістратів.
У 202 році до н. е. обрано консулом разом з Тиберієм Клавдієм Нероном. Намагався отримати як провінцію Африку для завершення війни із Карфагеном, проте народні збори залишили за Публієм Корнелієм Сципіоном завершення Другої Пунічної війни. Жеребкуванням Гемін отримав Етрурію, де приборкував заворушення до 201 року до н. е.
У 201 році до н. е. увійшов до колегії децемвірів, яким було доручено розподіл земель у Самніумі та Апулії для ветеранів африканської кампанії. Протягом 197—194 років до н. е. був одним з тріумвірів, яким доручено римським сенатом утворення римських колоній Путеоли, Волтурн, Літерн, Салерн, Буксент.
Вслід за цим про діяльність Геміна мало відомостей. Переважно засідав у сенаті. Остання згадка про нього датується 167 роком до н. е., коли у римському сенаті обговорювалося питання щодо надання Луцію Емілію Павлу тріумфу за перемогу у Третій Македонській війні. завдяки своєму красномовству Сервілій домігся наданню Луцію Емілію Павлу права на тріумф.

## Родина
- Марк Сервілій Гемін, військовий трибун 181 року до н.е.